# Ilka utca
Az Ilka utca Budapest XIV. kerületének egyik mellékutcája. Az Ajtósi Dürer sor és az Egressy út között húzódik.

## Története
1879-ben kapta az Ilka utca nevet, ekkor a VII. kerülethez tartozott. 1929 és 1951 között Nürnberg utca volt a neve. 1935. június 15-én az újonnan létrehozott XIV. kerület része lett. Az Ajtósi Dürer sor és az Egressy út között húzódó utca Istvánmező városrészhez tartozik. Az Ajtósi Dürer sor és Thököly út között részen főleg villaépületek találhatóak, míg a továbbin bérházak.

### Híres lakói
- Balázs Hugó (1879–?) gyáros (32.)
- Benedek Dezső (1869–1932) építész (56.)
- Gesztesi Mihály (1868–?) építész (57.)
- Goldoványi Béla (1925–1972) olimpiai bronzérmes, Európa-bajnok atléta, rövidtávfutó (12.)
- Hofstätter Guttman (?–?) borkereskedő (43.)
- Kállay Miklós (1871–1943) törvényszéki bíró (48.)
- Lajta Béla (1873–1920) építész (49.)
- Ősz Ferenc (1930–1975) újságíró, humorista, konferanszié (19.)[1]
- id. Paulheim Ferenc (1867–1937) építész (54.)
- Perl Gyula (?–?) vezérigazgató (47.)
- Vértes Hugó (1868–?) bőrkereskedő (61.)

## Épületei
32. – egykori villa
Itt állt Balázs Hugó (1879–?) gyáros villája, ami 1922-ben épült Hikisch Rezső tervei alapján.
43. – villa
Az 1927-ben épült villa feltehetőleg Hofstätter Guttman (?–?) borkereskedő számára.
47. – villa
1927-ben épült villa Perl Gyula (?–?) vezérigazgató számára.
48. – villa
1910 körül épült villa feltehetőleg Kállay Miklós (1871–1943) bíró számára.
49. – villa
Itt állt Lajta Béla saját tervezésű 1912-ben épült villája, ami 1944-ben Budapest ostromakor elpusztult.
51 – Schuler-villa (Ida utca 2.)
1908 és 1910 között épült villa Benedek Dezső tervei alapján Schuler József udvari tanácsos számára. Napjainkban Mérnöktovábbképző Intézet működik benne.
54. – villa
A századfordulón épült id. Paulheim Ferenc (1867–1937) saját tervezésű villája.
56. – villa
Az 1910-es években épült Benedek Dezső (1869–1932) saját tervezésű villája.
57. – villa
1907-ben épült Gesztesi Mihály (1868–?) saját tervezésű villája. 1927-ben vásárolta meg a Lórántffy Zsuzsanna Kórházegyesület és átalakíttatta gyógyászati célokra. Az épületben napjainkban is gyermekkórház működik.
58. – egykori nyaraló
A 19. század második felében épült földszintes nyaraló az utolsó példája volt a kezdeti beépítés épületeinek. A lebontásra került ház helyén új társasház épült.
61. – villa
1912-ben épült villa Gaál Bertalan tervei alapján Vértes Hugó (1868–) bőrkereskedő, és veje Unterberg Adolf orvos számára.